# La Femme Accident
La Femme Accident – utwór angielskiego zespołu synthpopowego OMD, wydany na szóstej studyjnej płycie Crush. 18 października 1985 został wydany jako trzeci singiel z tejże płyty. Twórcą tekstu jest Stephen Hauge.
Piosenka zajęła 42 pozycję na liście UK Singles Chart w Wielkiej Brytanii.

## Lista utworów
- 7": Virgin / VS 811 (UK)

1. "La Femme Accident" - 2.50
2. "Firegun"

- 12": Virgin / VSD 811-12 (UK)

1. "La Femme Accident (7" version)" - 2.50
2. "Firegun"
3. "La Femme Accident (12" version)" 6.15
4. "Locomotion" (Live)
5. "Enola Gay"

## Pozycje na listach
| Lista (1985)     | Najwyższa pozycja |
| ---------------- | ----------------- |
| UK Singles Chart | 42                |